# 旧水口図書館
旧水口図書館（きゅうみなくちとしょかん）は、滋賀県甲賀市水口町本町1-2-1にある建築物。ウィリアム・メレル・ヴォーリズによって設計され、1928年（昭和3年）に竣工した。国の登録有形文化財。甲賀市立水口小学校の敷地内にある。

## 歴史
昭和天皇の即位を記念した水口町立水口小学校の整備事業の一つとして、甲賀郡水口町（現・甲賀市）に図書館の新築が企画された。水口町出身の実業家である井上好三郎が水口町に建設費を寄付し、ウィリアム・メレル・ヴォーリズが設計を行った。1928年（昭和3年）に水口町立図書館が竣工した。
開館時には滋賀県で初めて開架式閲覧室が採用された。児童文学に重点が置かれ、当時義務教育を受けられず子守をさせられていた子どもたちにも、開館時間以外でも本を閲覧できるようにされた。
1970年（昭和45年）まで水口町立図書館として使われた。なお、1983年（昭和58年）には現在の水口町立図書館（現・甲賀市水口図書館）が開館している。その後は2003年（平成15年）まで水口教科書センターとして利用され、2001年（平成13年）には国の登録有形文化財に登録された。2003年（平成15年）にランタンの復元や構造補強などの保存改修工事が行われた。

## 施設
- 1階 - 玄関、通用口、小学生用閲覧室、書庫
- 2階 - 成人用閲覧室兼会議室
- 屋上 - ベンチ

## 建築
- 設計 - ヴォーリズ建築事務所（ウィリアム・メレル・ヴォーリズ）
- 竣工 - 1928年
- 構造 - 鉄筋コンクリート造
- 階数 - 2階建（塔屋付）
- 建築面積 - 52m2[4]
- 装飾 - 玄関上方の二階窓に小振りのバルコニーを設置。正面玄関にトスカナ式オーダーを配し、上部に櫛形ペディメントを掲げられる。屋上には円筒形ランタンが設置され、太めの軒蛇腹が外観を引き締める。

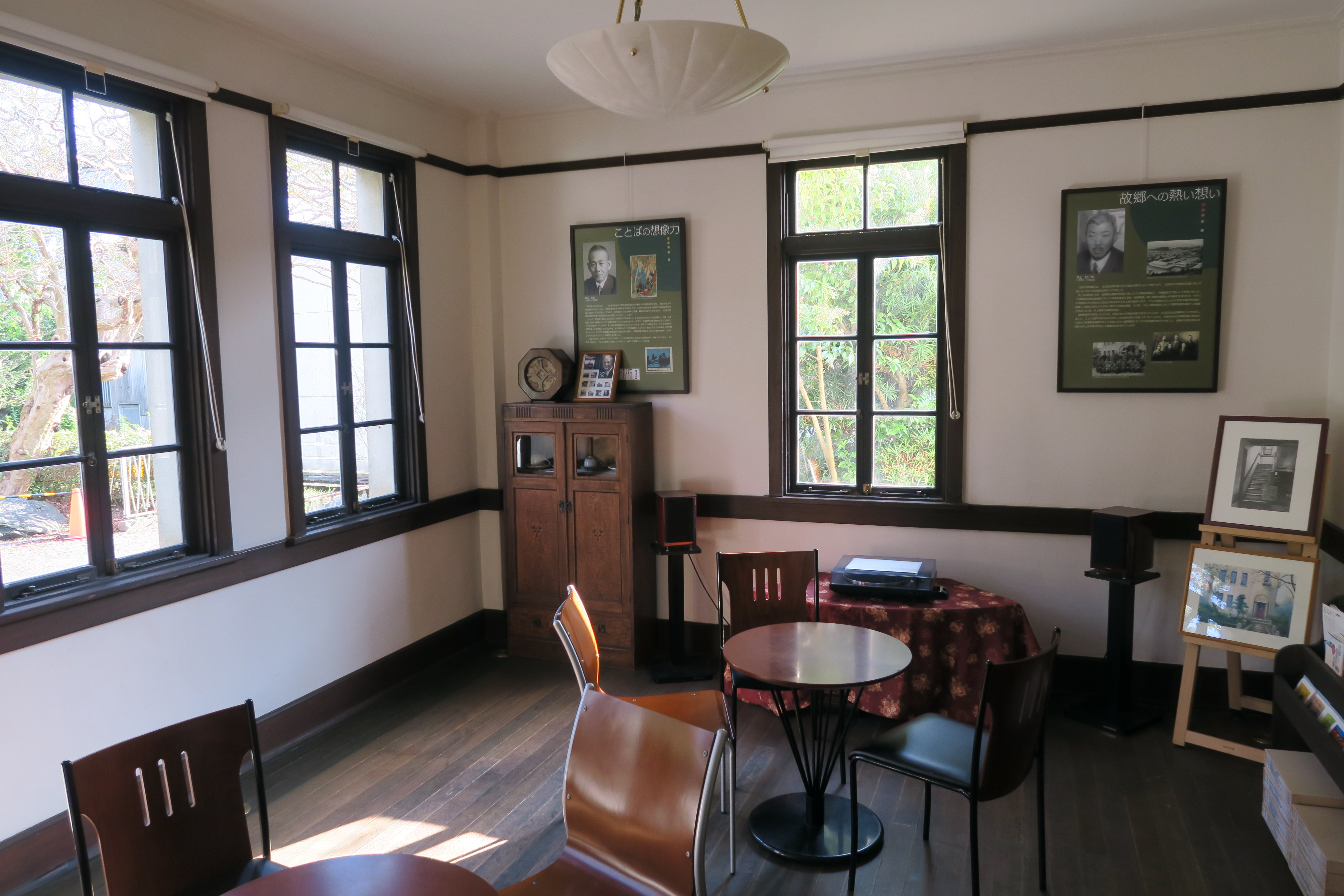
1階
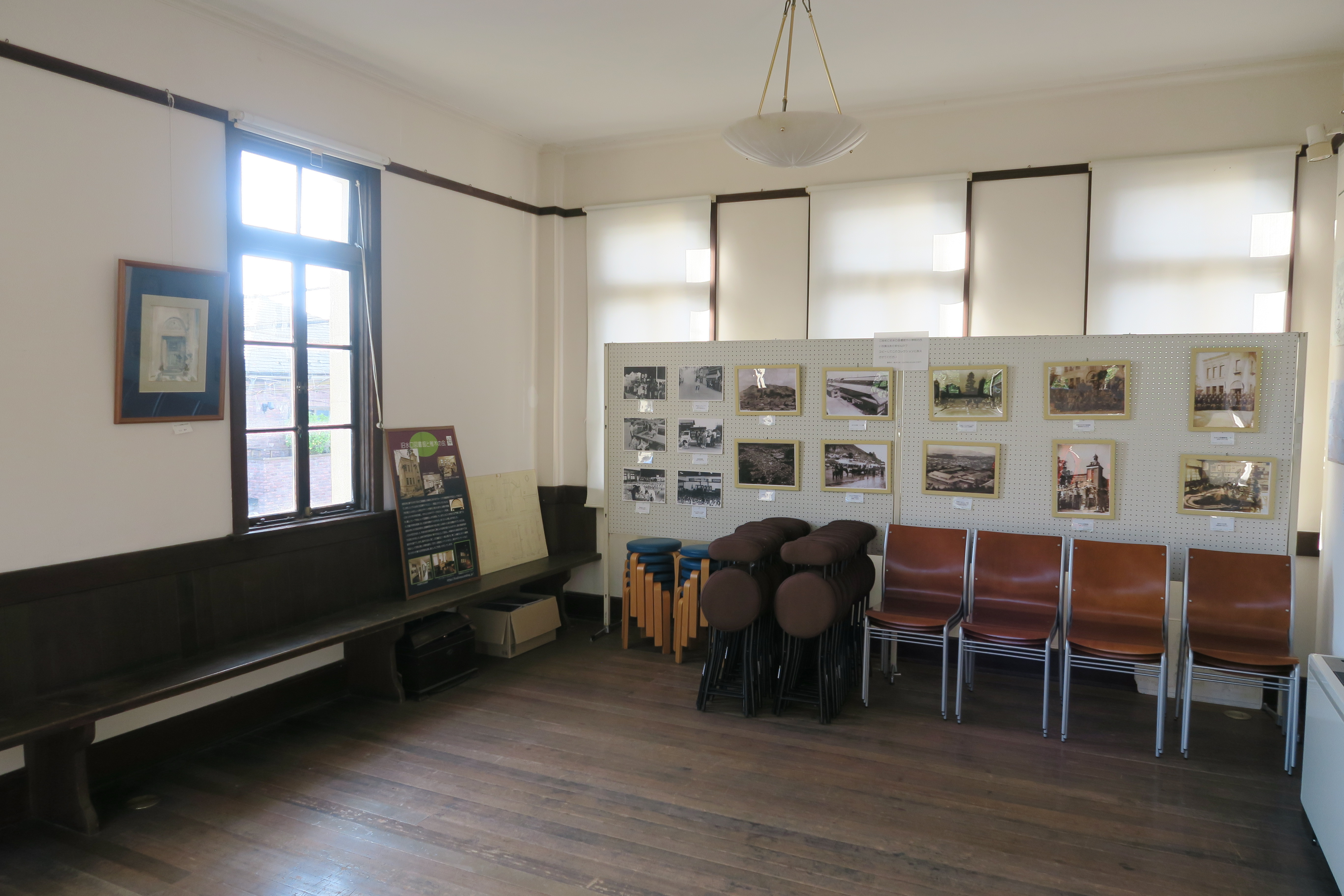
2階
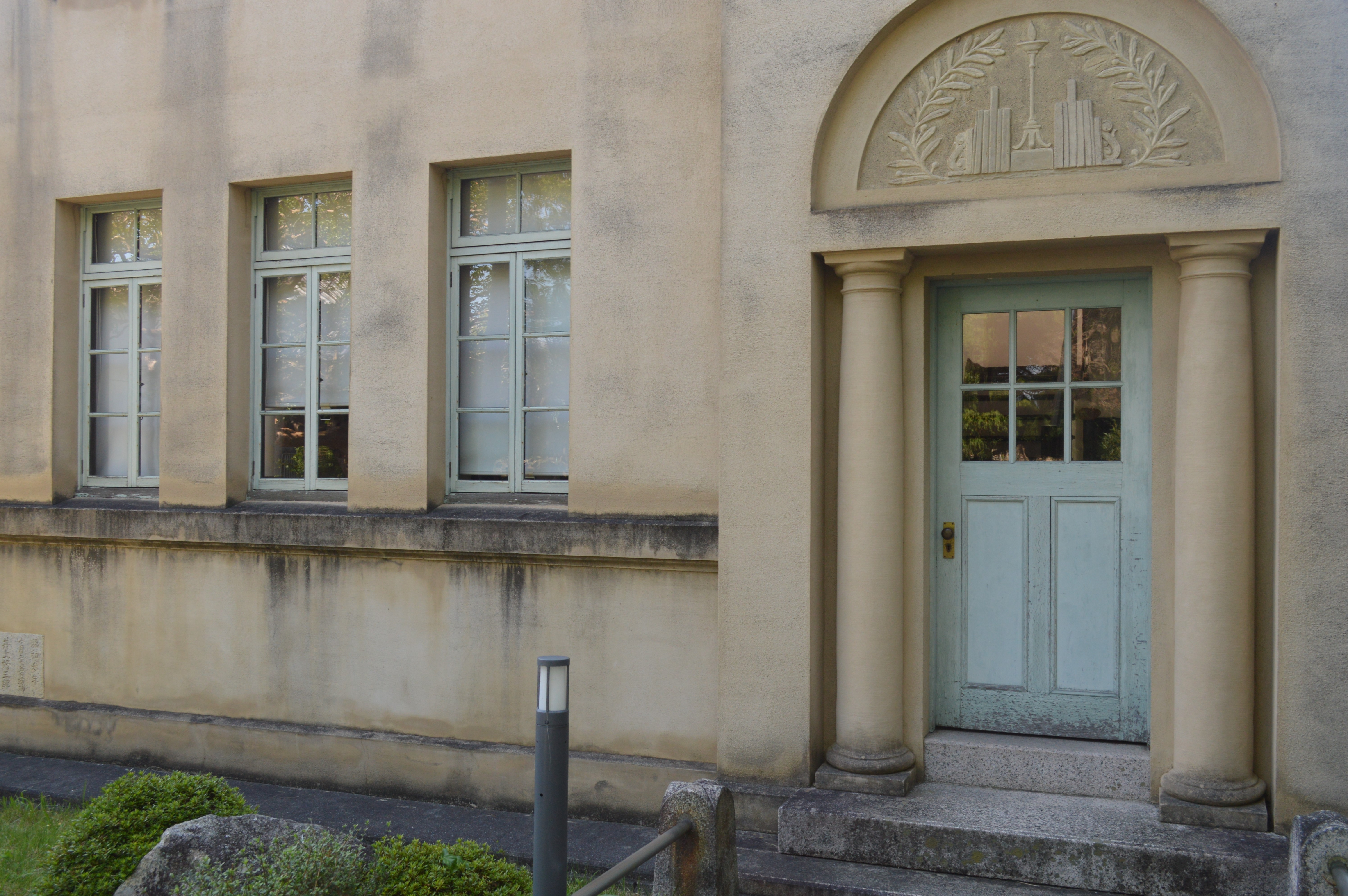
玄関
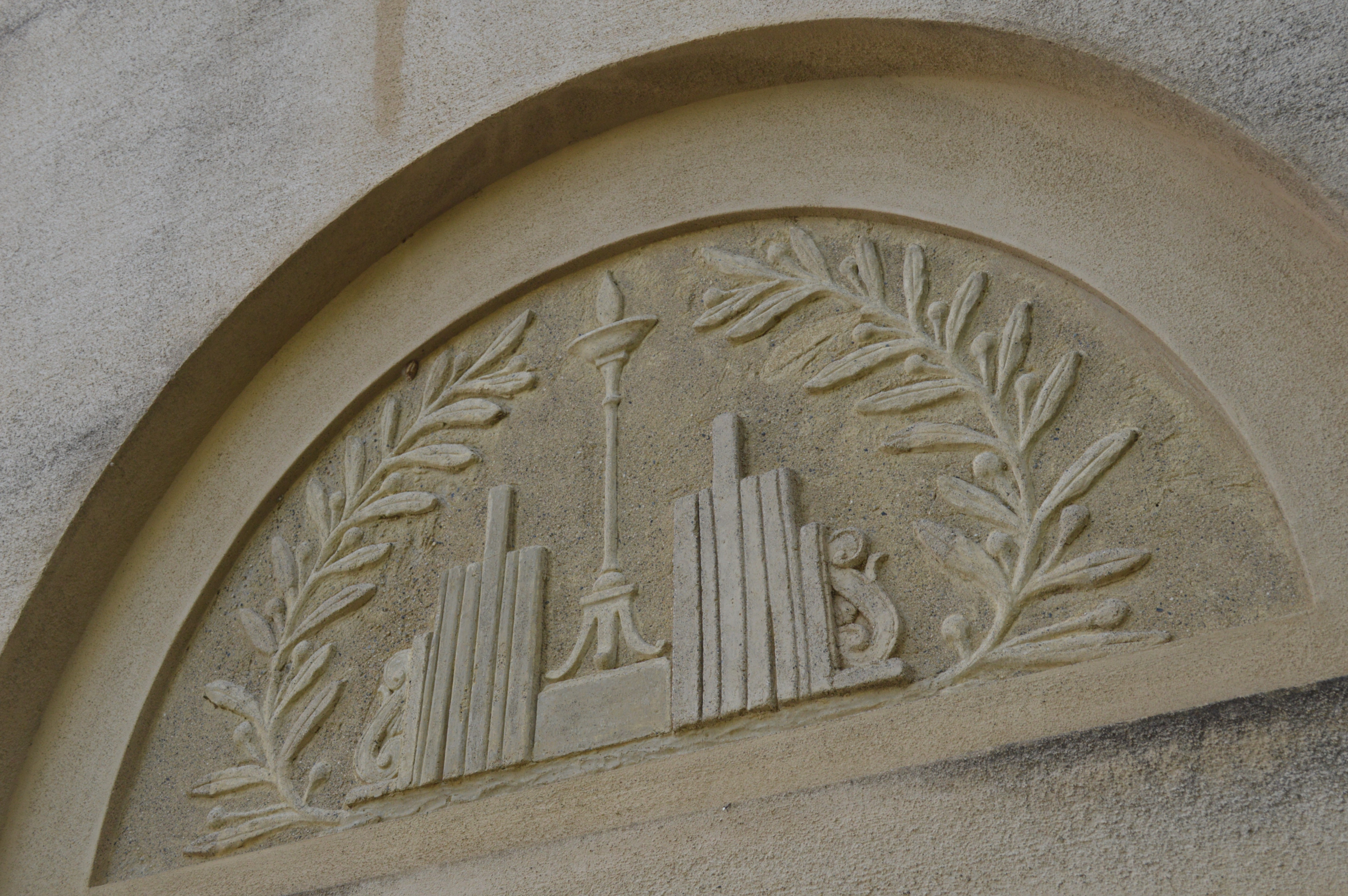
玄関上部のレリーフ
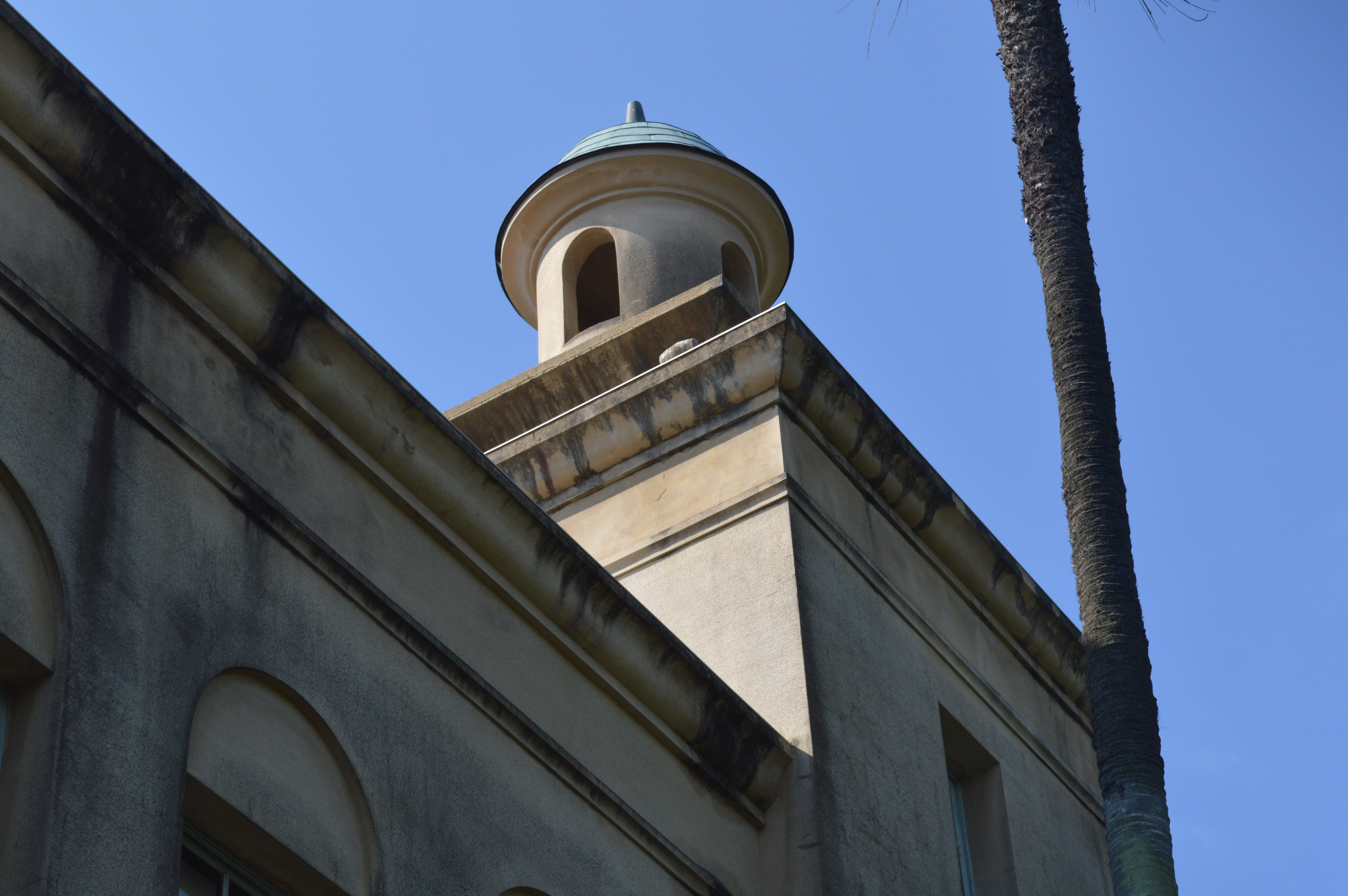
塔屋

## アクセス
鉄道
- 近江鉄道水口石橋駅から徒歩8分

車
- 新名神高速道路甲南ICから17分
- 無料駐車場あり

## 公開
毎月第2・第4日曜の10時～16時のみ公開。無料。